# Geoff Cameron
Geoffrey Scott "Geoff" Cameron, född 11 juli 1985 i Attleboro, USA, är en amerikansk fotbollsspelare som spelar som försvarare. Cameron har även spelat för USA:s landslag.

## Karriär
Den 31 augusti 2018 lånades Cameron ut till Queens Park Rangers på ett låneavtal över säsongen 2018/2019. Den 25 juli 2019 värvades Cameron av Queens Park Rangers, där han skrev på ett ettårskontrakt med option på ytterligare ett år. Den 26 juni 2020 förlängde Cameron sitt kontrakt i klubben med ett år. I september 2020 blev han utsedd till lagkapten.
Den 13 maj 2021 värvades Cameron av Major League Soccer-klubben FC Cincinnati, där han skrev på ett kontrakt över säsongen 2022 med option på ytterligare ett år. Efter säsongen 2022 lämnade Cameron klubben.

## Meriter

### Real Salt Lake
- Major League Soccer Eastern Conference Championship: 2011

### Individuellt
- MLS Best XI All-Star Game: 2009
- Major League Soccer All-Star Game All-Star Game: 2011